# Tour de Ski 2019/2020
Tour de Ski 2019/2020 byl 14. ročník série závodů v běhu na lyžích, jehož součástí bylo sedm závodů během devíti dnů od 28. prosince 2019 do 5. ledna 2020. Tour de Ski je součástí Světového poháru v běhu na lyžích. Vítězství obhajovali Norové Johannes Klæbo a Ingvild Flugstad Østbergová, vyhráli ale Alexandr Bolšunov a Therese Johaugová. 

## Program
Lenzerheide:
- 28. prosince: 15 km (muži) a 10 km (ženy) volně s hromadným startem
- 29. prosince: Sprint volně (ženy i muži)

 Toblach:
- 31. prosince: 15 km (muži) a 10 km (ženy) volně s intervalovým startem
- 1. ledna: 15 km (muži) a 10 km (ženy) klasicky stíhací závod

 Val di Fiemme:
- 3. ledna: 15 km (muži) a 10 km (ženy) klasicky s hromadným startem
- 4. ledna: Sprint klasicky (ženy i muži)
- 5. ledna: 9 km (muži i ženy) stíhací závod do vrchu volně s handicapovým startem

## Výsledky
| Pořadí | Závodník               | Čas       |
| ------ | ---------------------- | --------- |
| 1      | Alexandr Bolšunov      | 2:58:18.1 |
| 2      | Sergej Usťugov         | +27,3     |
| 3      | Johannes Høsflot Klæbo | +1:09,0   |
| 4      | Sjur Røthe             | +1:51,6   |
| 5      | Simen Hegstad Krüger   | +2:53.7   |
| 6      | Pål Golberg            | +2:55,7   |
| 7      | Dario Cologna          | +3:08,7   |
| 8      | Andrej Melničenko      | +3:17.5   |
| 9      | Arťom Malcev           | +3:32,8   |
| 10     | Iivo Niskanen          | +3:39.2   |
| --     | --                     | --        |
| 41     | Petr Knop              | +11:23,4  |
| 47     | Adam Fellner           | +14:23,1  |

| Pořadí | Závodnice                   | Čas       |
| ------ | --------------------------- | --------- |
| 1      | Therese Johaugová           | 2:28:18.6 |
| 2      | Natalja Něprjajevová        | +1:11,1   |
| 3      | Ingvild Flugstad Østbergová | +1:17,5   |
| 4      | Heidi Wengová               | +1:37,3   |
| 5      | Astrid Jacobsenová          | +2:13,4   |
| 6      | Teresa Stadloberová         | +4:34,1   |
| 7      | Sadie Maubetová Bjornsenová | +4:40.6   |
| 8      | Katharina Hennigová         | +4:40,9   |
| 9      | Jessica Digginsová          | +4:44,1   |
| 10     | Tiril Udnes Wengová         | +5:07.1   |
| --     | --                          | --        |
| 27     | Kateřina Janatová           | +12:19,6  |

## Etapy
| Pořadí | Závodník                | Čas     |
| ------ | ----------------------- | ------- |
| 1      | Sergej Usťugov          | 33:19,1 |
| 2      | Johannes Høsflot Klæbo  | +4,0    |
| 3      | Alexandr Bolšunov       | +4,0    |
| 4      | Emil Iversen            | +7,2    |
| 5      | Martin Løwstrøm Nyenget | +8,6    |
| --     | --                      | --      |
| 26     | Michal Novák            | +31,1   |
| 44     | Petr Knop               | +52,1   |
| 72     | Adam Fellner            | +1:49,6 |

| Pořadí | Závodnice                   | Čas     |
| ------ | --------------------------- | ------- |
| 1      | Therese Johaugová           | 28:12,1 |
| 2      | Heidi Wengová               | +12,3   |
| 3      | Ebba Anderssonová           | +12,9   |
| 4      | Ingvild Flugstad Østbergová | +13,1   |
| 5      | Astrid Jacobsenová          | +24,1   |
| --     | --                          | --      |
| 23     | Petra Nováková              | +1:02,6 |
| 26     | Kateřina Razýmová           | +1:15,7 |
| 33     | Kateřina Janatová           | +1:47,6 |
| 61     | Sandra Schützová            | +3:10,7 |

| Pořadí | Závodník                | Čas     |
| ------ | ----------------------- | ------- |
| 1      | Sergej Usťugov          | 33:19,1 |
| 2      | Johannes Høsflot Klæbo  | +4,0    |
| 3      | Alexandr Bolšunov       | +4,0    |
| 4      | Emil Iversen            | +7,2    |
| 5      | Martin Løwstrøm Nyenget | +8,6    |
| --     | --                      | --      |
| 26     | Michal Novák            | +31,1   |
| 44     | Petr Knop               | +52,1   |
| 72     | Adam Fellner            | +1:49,6 |

| Pořadí | Závodnice                   | Čas     |
| ------ | --------------------------- | ------- |
| 1      | Therese Johaugová           | 28:12,1 |
| 2      | Heidi Wengová               | +12,3   |
| 3      | Ebba Anderssonová           | +12,9   |
| 4      | Ingvild Flugstad Østbergová | +13,1   |
| 5      | Astrid Jacobsenová          | +24,1   |
| --     | --                          | --      |
| 23     | Petra Nováková              | +1:02,6 |
| 26     | Kateřina Razýmová           | +1:15,7 |
| 33     | Kateřina Janatová           | +1:47,6 |
| 61     | Sandra Schützová            | +3:10,7 |

| Pořadí | Závodník               | Čas     |
| ------ | ---------------------- | ------- |
| 1      | Johannes Høsflot Klæbo | 2:55,33 |
| 2      | Federico Pellegrino    | +0,35   |
| 3      | Richard Jouve          | +0,57   |
| 4      | Gleb Retivych          | +0,86   |
| 5      | Johan Häggström        | +0,94   |
| --     | --                     | --      |
| 36     | Michal Novák           | DNQ     |
| 71     | Petr Knop              | DNQ     |
| 80     | Adam Fellner           | DNQ     |

| Pořadí | Závodnice                    | Čas     |
| ------ | ---------------------------- | ------- |
| 1      | Anamarija Lampičová          | 3:06,02 |
| 2      | Maiken Caspersenová Fallaová | +0,03   |
| 3      | Natalja Něprjajevová         | +0,47   |
| 4      | Jessica Digginsová           | +1,03   |
| 5      | Sadie Maubetová Bjornsenová  | +4,78   |
| --     | --                           | --      |
| 18     | Kateřina Janatová            |         |
| 28     | Petra Nováková               |         |
| 42     | Kateřina Razýmová            | DNQ     |
| 50     | Sandra Schützová             | DNQ     |

| Pořadí | Závodník               | Čas     |
| ------ | ---------------------- | ------- |
| 1      | Johannes Høsflot Klæbo | 2:55,33 |
| 2      | Federico Pellegrino    | +0,35   |
| 3      | Richard Jouve          | +0,57   |
| 4      | Gleb Retivych          | +0,86   |
| 5      | Johan Häggström        | +0,94   |
| --     | --                     | --      |
| 36     | Michal Novák           | DNQ     |
| 71     | Petr Knop              | DNQ     |
| 80     | Adam Fellner           | DNQ     |

| Pořadí | Závodnice                    | Čas     |
| ------ | ---------------------------- | ------- |
| 1      | Anamarija Lampičová          | 3:06,02 |
| 2      | Maiken Caspersenová Fallaová | +0,03   |
| 3      | Natalja Něprjajevová         | +0,47   |
| 4      | Jessica Digginsová           | +1,03   |
| 5      | Sadie Maubetová Bjornsenová  | +4,78   |
| --     | --                           | --      |
| 18     | Kateřina Janatová            |         |
| 28     | Petra Nováková               |         |
| 42     | Kateřina Razýmová            | DNQ     |
| 50     | Sandra Schützová             | DNQ     |

| Pořadí | Závodník             | Čas     |
| ------ | -------------------- | ------- |
| 1      | Sergej Usťugov       | 31:02,5 |
| 2      | Ivan Jakimuškin      | +22,6   |
| 3      | Alexandr Bolšunov    | +29,0   |
| 4      | Calle Halfvarsson    | +29,6   |
| 5      | Hans Christer Holund | +34,6   |
| --     | --                   | --      |
| 32     | Petr Knop            | +1:42,1 |
| 47     | Adam Fellner         | +2:13,7 |
| 49     | Michal Novák         | +2:19,1 |

| Pořadí | Závodnice                   | Čas     |
| ------ | --------------------------- | ------- |
| 1      | Therese Johaugová           | 23:51,9 |
| 2      | Ingvild Flugstad Østbergová | +0,7    |
| 2      | Ebba Anderssonová           | +10,2   |
| 3      | Heidi Wengová               | +10,5   |
| 5      | Astrid Jacobsenová          | +20,8   |
| --     | --                          | --      |
| 29     | Kateřina Janatová           | +1:34,9 |
| 51     | Petra Nováková              | +2:23,7 |
| 57     | Sandra Schützová            | +3:02,4 |

| Pořadí | Závodník             | Čas     |
| ------ | -------------------- | ------- |
| 1      | Sergej Usťugov       | 31:02,5 |
| 2      | Ivan Jakimuškin      | +22,6   |
| 3      | Alexandr Bolšunov    | +29,0   |
| 4      | Calle Halfvarsson    | +29,6   |
| 5      | Hans Christer Holund | +34,6   |
| --     | --                   | --      |
| 32     | Petr Knop            | +1:42,1 |
| 47     | Adam Fellner         | +2:13,7 |
| 49     | Michal Novák         | +2:19,1 |

| Pořadí | Závodnice                   | Čas     |
| ------ | --------------------------- | ------- |
| 1      | Therese Johaugová           | 23:51,9 |
| 2      | Ingvild Flugstad Østbergová | +0,7    |
| 2      | Ebba Anderssonová           | +10,2   |
| 3      | Heidi Wengová               | +10,5   |
| 5      | Astrid Jacobsenová          | +20,8   |
| --     | --                          | --      |
| 29     | Kateřina Janatová           | +1:34,9 |
| 51     | Petra Nováková              | +2:23,7 |
| 57     | Sandra Schützová            | +3:02,4 |

| Pořadí | Závodník          | Čas     |
| ------ | ----------------- | ------- |
| 1      | Alexandr Bolšunov | 38:14,9 |
| 2      | Sergej Usťugov    | +13,7   |
| 3      | Iivo Niskanen     | +24,8   |
| 4      | Arťom Malcev      | +29,2   |
| 5      | Calle Halfvarsson | +29,6   |
| --     | --                | --      |
| 47     | Petr Knop         | +3:53,2 |
| 62     | Adam Fellner      | +5:32,0 |

| Pořadí | Závodnice                   | Čas     |
| ------ | --------------------------- | ------- |
| 1      | Ingvild Flugstad Østbergová | 26:51,5 |
| 2      | Therese Johaugová           | +0,4    |
| 3      | Heidi Wengová               | +27,2   |
| 4      | Natalja Něprjajevová        | +27,3   |
| 5      | Astrid Jacobsenová          | +27,7   |
| --     | --                          | --      |
| 32     | Kateřina Janatová           | +3:15,8 |

| Pořadí | Závodník          | Čas     |
| ------ | ----------------- | ------- |
| 1      | Alexandr Bolšunov | 38:14,9 |
| 2      | Sergej Usťugov    | +13,7   |
| 3      | Iivo Niskanen     | +24,8   |
| 4      | Arťom Malcev      | +29,2   |
| 5      | Calle Halfvarsson | +29,6   |
| --     | --                | --      |
| 47     | Petr Knop         | +3:53,2 |
| 62     | Adam Fellner      | +5:32,0 |

| Pořadí | Závodnice                   | Čas     |
| ------ | --------------------------- | ------- |
| 1      | Ingvild Flugstad Østbergová | 26:51,5 |
| 2      | Therese Johaugová           | +0,4    |
| 3      | Heidi Wengová               | +27,2   |
| 4      | Natalja Něprjajevová        | +27,3   |
| 5      | Astrid Jacobsenová          | +27,7   |
| --     | --                          | --      |
| 32     | Kateřina Janatová           | +3:15,8 |

| Pořadí | Závodník               | Čas     |
| ------ | ---------------------- | ------- |
| 1      | Johannes Høsflot Klæbo | 39:51,0 |
| 2      | Sergej Usťugov         | +0,7    |
| 3      | Alexandr Bolšunov      | +1,0    |
| 4      | Andrej Larkov          | +4,4    |
| 5      | Sjur Røthe             | +10,2   |
| --     | --                     | --      |
| 45     | Adam Fellner           | +2:22,9 |
| 46     | Petr Knop              | +2:23,4 |

| Pořadí | Závodnice                   | Čas     |
| ------ | --------------------------- | ------- |
| 1      | Astrid Jacobsenová          | 29:07,9 |
| 2      | Ebba Anderssonová           | +0,4    |
| 3      | Katharina Hennigová         | +1,0    |
| 4      | Therese Johaugová           | +6,2    |
| 5      | Ingvild Flugstad Østbergová | +6,8    |
| --     | --                          | --      |
| 32     | Kateřina Janatová           | +2:14,5 |

| Pořadí | Závodník               | Čas     |
| ------ | ---------------------- | ------- |
| 1      | Johannes Høsflot Klæbo | 39:51,0 |
| 2      | Sergej Usťugov         | +0,7    |
| 3      | Alexandr Bolšunov      | +1,0    |
| 4      | Andrej Larkov          | +4,4    |
| 5      | Sjur Røthe             | +10,2   |
| --     | --                     | --      |
| 45     | Adam Fellner           | +2:22,9 |
| 46     | Petr Knop              | +2:23,4 |

| Pořadí | Závodnice                   | Čas     |
| ------ | --------------------------- | ------- |
| 1      | Astrid Jacobsenová          | 29:07,9 |
| 2      | Ebba Anderssonová           | +0,4    |
| 3      | Katharina Hennigová         | +1,0    |
| 4      | Therese Johaugová           | +6,2    |
| 5      | Ingvild Flugstad Østbergová | +6,8    |
| --     | --                          | --      |
| 32     | Kateřina Janatová           | +2:14,5 |

| Pořadí | Závodník               | Čas     |
| ------ | ---------------------- | ------- |
| 1      | Johannes Høsflot Klæbo | 3:03,78 |
| 2      | Sergej Usťugov         | +0,70   |
| 3      | Alexandr Bolšunov      | +1,33   |
| 4      | Pål Golberg            | +2,01   |
| 5      | Gleb Retivych          | +6,30   |
| --     | --                     | --      |
| 42     | Adam Fellner           | DNQ     |
| 50     | Petr Knop              | DNQ     |

| Pořadí | Závodnice                   | Čas     |
| ------ | --------------------------- | ------- |
| 1      | Anamarija Lampičová         | 3:03,03 |
| 2      | Astrid Jacobsenová          | +0,22   |
| 3      | Jessica Digginsová          | +0,28   |
| 4      | Sadie Maubetová Bjornsenová | +0,80   |
| 5      | Lucia Scardoniová           | +1,12   |
| --     | --                          | --      |
| 21     | Kateřina Janatová           |         |

| Pořadí | Závodník               | Čas     |
| ------ | ---------------------- | ------- |
| 1      | Johannes Høsflot Klæbo | 3:03,78 |
| 2      | Sergej Usťugov         | +0,70   |
| 3      | Alexandr Bolšunov      | +1,33   |
| 4      | Pål Golberg            | +2,01   |
| 5      | Gleb Retivych          | +6,30   |
| --     | --                     | --      |
| 42     | Adam Fellner           | DNQ     |
| 50     | Petr Knop              | DNQ     |

| Pořadí | Závodnice                   | Čas     |
| ------ | --------------------------- | ------- |
| 1      | Anamarija Lampičová         | 3:03,03 |
| 2      | Astrid Jacobsenová          | +0,22   |
| 3      | Jessica Digginsová          | +0,28   |
| 4      | Sadie Maubetová Bjornsenová | +0,80   |
| 5      | Lucia Scardoniová           | +1,12   |
| --     | --                          | --      |
| 21     | Kateřina Janatová           |         |

| Pořadí | Závodník             | Čas     |
| ------ | -------------------- | ------- |
| 1      | Simen Hegstad Krüger | 30:55,8 |
| 2      | Sjur Røthe           | +13,9   |
| 3      | Alexandr Bolšunov    | +22,3   |
| 4      | Denis Spicov         | +26,2   |
| 5      | Sergej Usťugov       | +35,6   |
| --     | --                   | --      |
| 40     | Petr Knop            | +2:43,2 |
| 45     | Adam Fellner         | +3:10,4 |

| Pořadí | Závodnice                   | Čas     |
| ------ | --------------------------- | ------- |
| 1      | Therese Johaugová           | 34:21,6 |
| 2      | Heidi Wengová               | +50,3   |
| 3      | Ingvild Flugstad Østbergová | +54,5   |
| 4      | Natalja Něprjajevová        | +57,1   |
| 5      | Teresa Stadloberová         | +1:15,1 |
| --     | --                          | --      |
| 29     | Kateřina Janatová           | +4:45,6 |

| Pořadí | Závodník             | Čas     |
| ------ | -------------------- | ------- |
| 1      | Simen Hegstad Krüger | 30:55,8 |
| 2      | Sjur Røthe           | +13,9   |
| 3      | Alexandr Bolšunov    | +22,3   |
| 4      | Denis Spicov         | +26,2   |
| 5      | Sergej Usťugov       | +35,6   |
| --     | --                   | --      |
| 40     | Petr Knop            | +2:43,2 |
| 45     | Adam Fellner         | +3:10,4 |

| Pořadí | Závodnice                   | Čas     |
| ------ | --------------------------- | ------- |
| 1      | Therese Johaugová           | 34:21,6 |
| 2      | Heidi Wengová               | +50,3   |
| 3      | Ingvild Flugstad Østbergová | +54,5   |
| 4      | Natalja Něprjajevová        | +57,1   |
| 5      | Teresa Stadloberová         | +1:15,1 |
| --     | --                          | --      |
| 29     | Kateřina Janatová           | +4:45,6 |